# Simão Júnior
Aurísio Saliu Fernandes „Simão” Embalo Júnior (ur. 29 sierpnia 1998 w Agualva-Cacém) – gwinejski piłkarz portugalskiego pochodzenia grający na pozycji środkowego obrońcy w klubie FK Banga.

## Kariera juniorska
Júnior grał w młodzieżowych drużynach: Atlético Cacém (do 2015), SC Linda-a-Velha (2015–2016) oraz GD Chaves (2016–2017).

## Kariera seniorska

### GD Chaves B
Júnior zadebiutował w drugiej drużynie GD Chaves 8 października 2017 w meczu z SC Vila Real (1:1). Pierwszą bramkę zawodnik ten zdobył 19 listopada 2017 w wygranym 0:8 spotkaniu przeciwko FC Fontelas. Łącznie dla rezerw GD Chaves Gwinejczyk rozegrał 8 meczów, strzelając 4 gole.

### Moura AC
Júnior przeniósł się do Moury AC 1 lipca 2018. Debiut dla tego zespołu zaliczył on 12 sierpnia 2018 w przegranym 1:2 spotkaniu przeciwko 1º Dezembro. Pierwszego gola piłkarz ten strzelił 6 stycznia 2019 w meczu z SC Ideal (3:3). Ostatecznie w barwach Moury AC Gwinejczyk wystąpił 28 razy, zdobywając jedną bramkę.

### CD Cova da Piedade U23
Júnior trafił do rezerw CD Cova da Piedade 1 lipca 2019. Zadebiutował on dla tego klubu 13 sierpnia 2018 w wygranym 1:2 spotkaniu przeciwko Portimonense SC U23, zdobywając wtedy swoją pierwszą bramkę. Łącznie dla rezerw CD Cova da Piedade Gwinejczyk rozegrał 24 mecze, strzelając jednego gola.

### CD Cova da Piedade
Júnior zadebiutował w pierwszej drużynie CD Cova da Piedade 8 marca 2020 w meczu ze Sportingiem Covilhã (wyg. 2:1). Ostatecznie w barwach tej drużyny Gwinejczyk wystąpił 23 razy, nie zdobywając żadnej bramki.

### GD Estoril Praia
Júnior przeszedł do GD Estoril Praia 1 lipca 2021.

### UD Vilafranquense
Júnior został wypożyczony do UD Vilafranquense 25 lipca 2021. Debiut dla tego zespołu zaliczył on 9 sierpnia 2021 w przegranym 0:1 spotkaniu przeciwko FC Penafiel.

## Kariera reprezentacyjna
| Mecze i gole w reprezentacji | Mecze i gole w reprezentacji | Mecze i gole w reprezentacji | Mecze i gole w reprezentacji | Mecze i gole w reprezentacji | Mecze i gole w reprezentacji | Mecze i gole w reprezentacji | Mecze i gole w reprezentacji                    |
| Gwinea Bissau                | Gwinea Bissau                | Gwinea Bissau                | Gwinea Bissau                | Gwinea Bissau                | Gwinea Bissau                | Gwinea Bissau                | Gwinea Bissau                                   |
| Lp.                          | Data                         | Miejsce                      | Gospodarz                    | Gość                         | Wynik                        | Gol                          | Rozgrywki                                       |
| ---------------------------- | ---------------------------- | ---------------------------- | ---------------------------- | ---------------------------- | ---------------------------- | ---------------------------- | ----------------------------------------------- |
| 1.                           | 26.03.2021                   | Manzini                      | Eswatini                     | Gwinea Bissau                | 1:3                          |                              | Puchar Narodów Afryki 2021 – kwalifikacje       |
| 2.                           | 06.10.2021                   | Rabat                        | Maroko                       | Gwinea Bissau                | 5:0                          |                              | Mistrzostwa Świata 2022 – eliminacje strefy CAF |